# ELEMENTS (曲)
「ELEMENTS」（エレメンツ）は、RIDER CHIPSの8枚目のシングル。

## 解説
- 表題曲はテレビ朝日系『仮面ライダー剣』の後期（31 - 48話）主題歌であり、同作の映画作品『劇場版 仮面ライダー剣 MISSING ACE』でも主題歌に起用された。
- RIDER CHIPSは仮面ライダーシリーズオフィシャルバンドであるが、同シリーズのオープニングテーマを担当するのはこれが初めてである。
- RIDER CHIPSはボーカルを固定せず毎回異なるボーカリストを迎えており、本作品では同番組の挿入歌「覚醒」を歌唱するRickyとコラボした。Rickyは翌年から正式にRIDER CHIPSに加入することになる。
- カップリングの「熱風Rider」はタイアップこそないものの、仮面ライダーシリーズのイメージソングとして製作されたものである。
- オリコンチャートで最高位6位を記録した。

## 収録曲
1. ELEMENTS
作詞：藤林聖子 / 作曲：藤末樹 / 編曲：RIDER CHIPS + 渡部チェル / 歌：RIDER CHIPS Featuring Ricky
2. 熱風Rider
作詞：藤林聖子 / 作曲：野村義男 / 編曲：RIDER CHIPS、渡部チェル / 歌：Ricky
3. ELEMENTS（オリジナル・カラオケ）
4. 熱風Rider（オリジナル・カラオケ）

## カバー
ELEMENTS （ラジレンジャーEDIT.）（2013年）
歌：鈴村健一、神谷浩史 / コーラス：仮面ライダーGIRLS
ラジオ「東映公認 鈴村健一・神谷浩史の仮面ラジレンジャー」発のCD『緊急発信!ラジレンジャー』（特撮戦隊ラジレンジャーRX）に収録。
ELEMENTS(M.O.E. ver.)（2013年）
歌：羽多野渉、寺島拓篤
ラジオ「羽多野・寺島 Radio 2D LOVE」から誕生したアニソンカバーユニット『M.O.E.』の『愛がつながっていくCD』に収録。
ELEMENTS（2017年）
歌：椿隆之
『仮面ライダー剣』で仮面ライダーブレイド / 剣崎一真を演じた俳優本人によるカバー。シングル「ありったけ/ELEMENTS」に収録。